# Jardin zoologique de Düsseldorf
 (mars 2024).

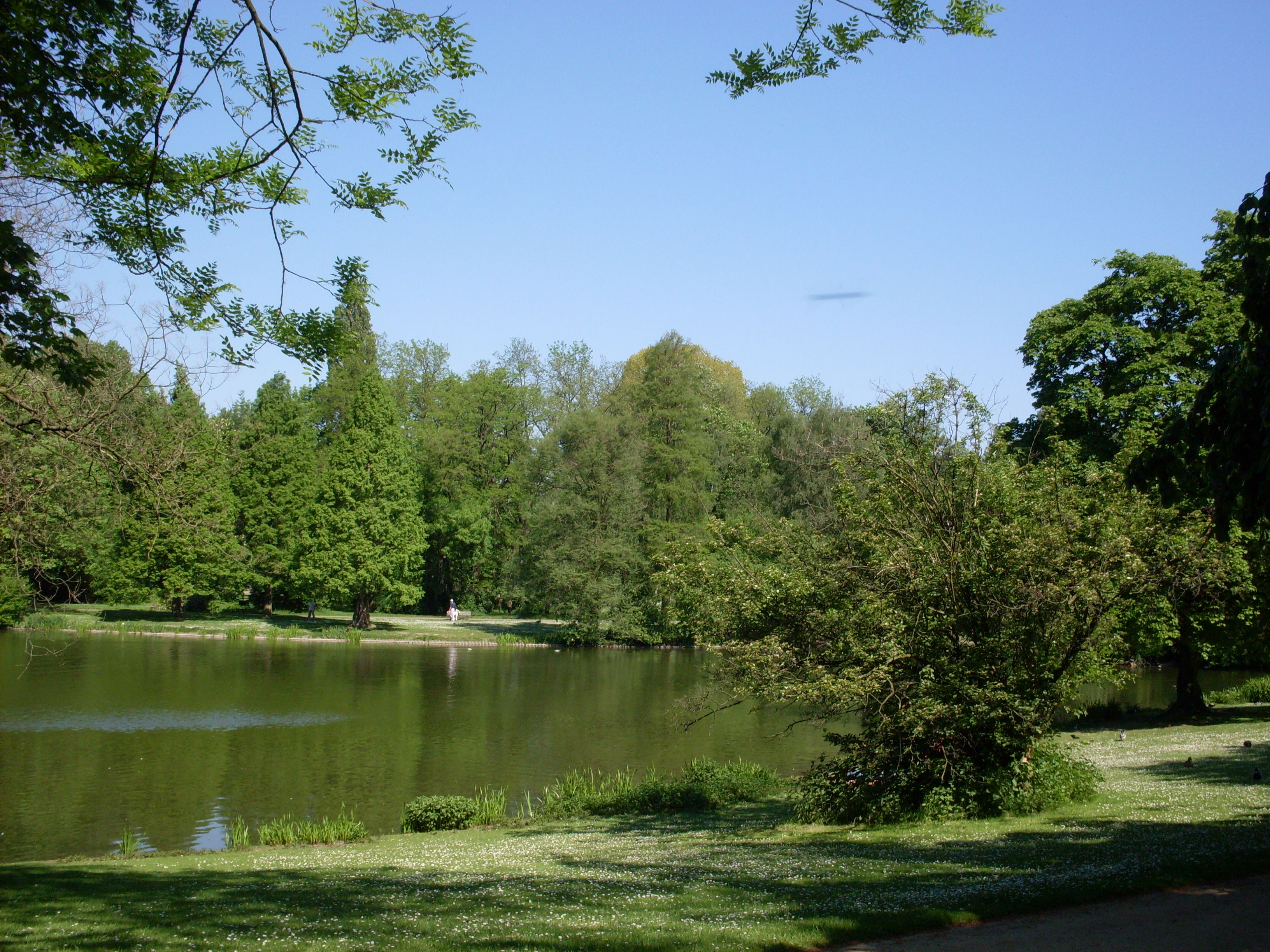
Le parc zoologique avec l'ancien étang aux oiseaux aquatiques en 2008.

Le jardin zoologique de Düsseldorf est le parc animalier de Düsseldorf de 1876 à 1943, dont la tradition se perpétue aujourd'hui par l'Aquazoo - Musée Löbbecke (de) du parc du Nord (de).

## Histoire

### Fondation du zoo

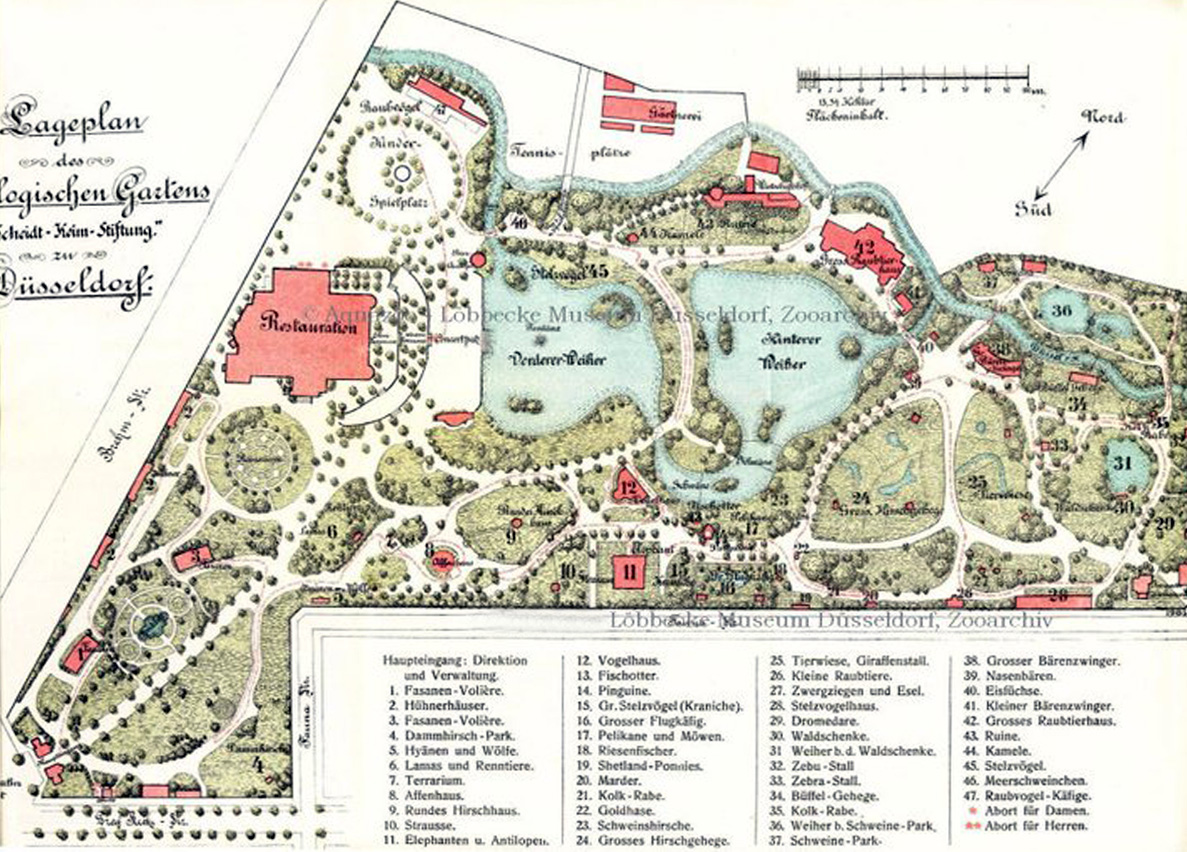
Plan du jardin zoologique de Düsseldorf vers 1908.

L'association de protection des animaux Fauna, fondée en juin 1873, a pour but « d'éveiller et de promouvoir l'intérêt pour le monde animal » (paragraphe 2 de ses statuts). En mai 1874, l'association organise une exposition de volailles très réussie à l'ancienne salle de concert (de) de la Schadowstraße et, un mois plus tard, l'Assemblée générale de la Fauna décide de créer un jardin zoologique à Düsseldorf. En novembre, l'association lance un appel à la création d'une société par actions, qui est fondée le 14 décembre lors de l'assemblée générale de l'association de protection des animaux à la salle de concert.
L'idée de ce zoo vient du célèbre zoologiste et écrivain animalier Alfred Brehm, qui est souvent l'invité de l'association de protection des animaux de Düsseldorf Fauna . Le sponsor du zoo projeté est le nouveau « Jardin zoologique de la société par actions » au capital de 450 000 marks-or. La Fondation Comte-Recke (de) acquit 42 hectares de terres agricoles avec quelques vieux chênes dans la région de Düsseldorf-Düsseltal. Avec Brehm, le parc (populairement connu sous le nom de zoo de Düsseldorf) est conçu à l'époque à la périphérie de la ville selon les plans du directeur du zoo de Berlin Heinrich Bodinus (de) et du jardinier de la cour Heinrich Hillebrecht (de). Au nord des deux étangs de 2,8 hectares, une ruine est construite pour 80 000 marks-or, depuis le donjon de laquelle on dit qu'elle offre une vue magnifique. Il y a un manque d’animaleries.

### Parc animalier
Le zoo est ouvert le 31 mai 1876 avec une population d'environ deux cents animaux sous la direction de Louis van der Snickt (de). Il vient du Jardin zoologique de Gand, qu'il a auparavant dirigé, et est un spécialiste des petits animaux domestiques comme les poules, les lapins et l'un des premiers éleveurs de perruches en Belgique. Deux ans plus tard, le zoologiste Johann von Fischer de Gotha lui succède. Son travail se concentre sur les amphibiens et les reptiles, mais il fait également le commerce de petits mammifères et d'oiseaux, pour autant que l'on sache. Sous lui, la première grande exposition de reptiles a lieu au jardin zoologique de Düsseldorf.

### Exposition commerciale et d'art 1880

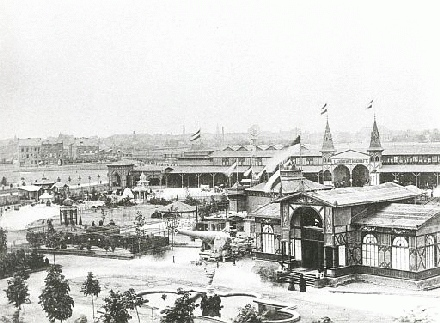
Exposition des arts et métiers sur le terrain du zoo, 1880.

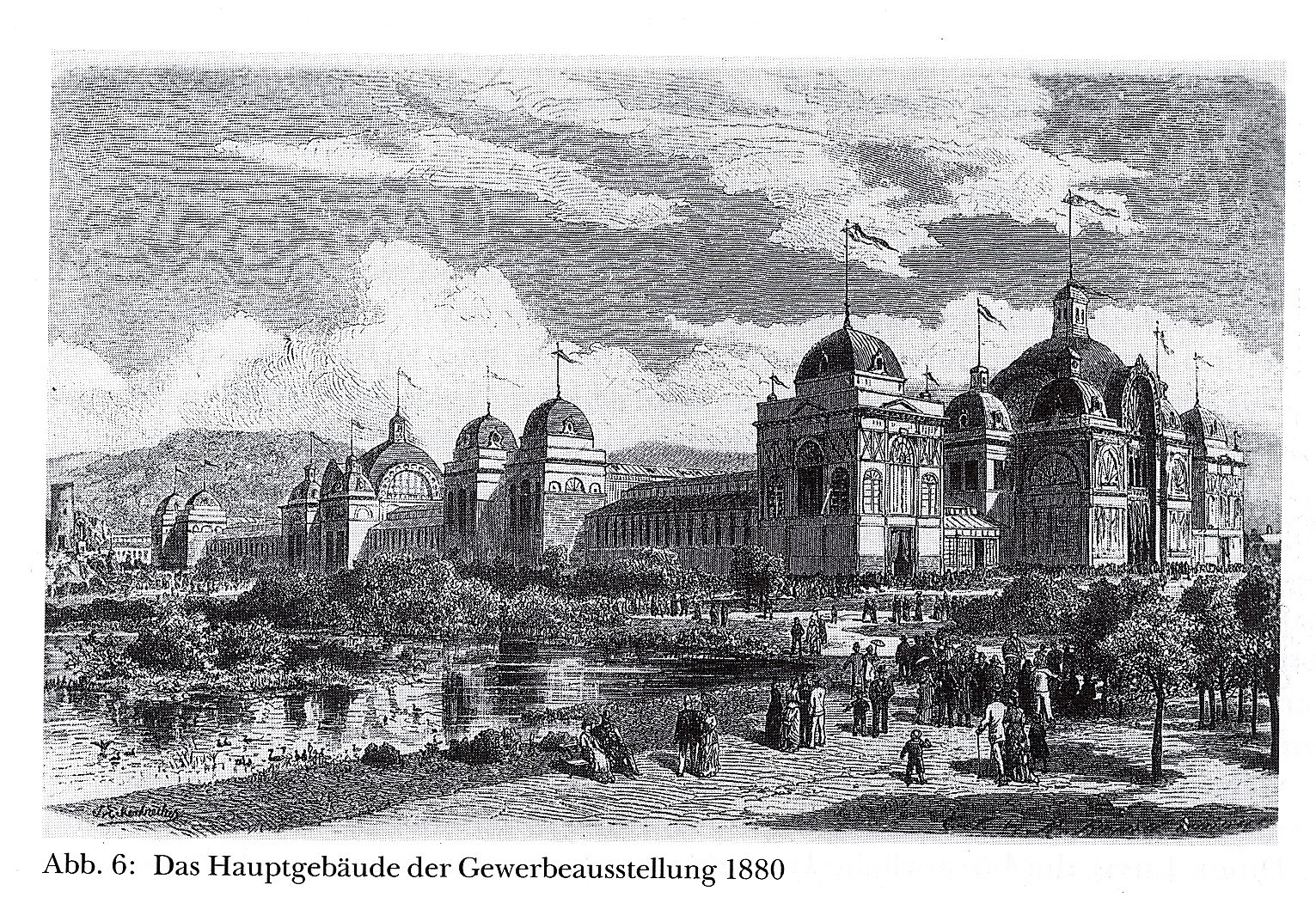
Bâtiment principal de l'exposition commerciale et artistique de 1880, gravure d'après un dessin de Themistokles von Eckenbrecher.

Du début mai à octobre 1880, le parc du zoo est utilisé pour l'exposition commerciale de Rhénanie, de Westphalie et des districts voisins (de). Les enclos des animaux sont déplacés le temps de l'exposition et les allées sont élargies pour accueillir les flux importants de visiteurs. Une affaire profitable pour les deux parties : l'exposition se déroule dans un parc joliment aménagé et le zoo, initialement isolé, est relié par tramway. Certaines des salles d'exposition situées dans l'enceinte du zoo servent ensuite d'animaleries, avec des modifications mineures.
Après l'exposition commerciale, le zoo connaît un essor considérable et devient un lieu de rencontre pour la société de Düsseldorf. Au cours des 25 années suivantes, de nombreuses expositions internationales ont lieu avec des représentations de groupes de personnes exotiques, de préférence avec leurs animaux, équipements, cabanes, coutumes et « faits nus », qui sont populaires mais aussi très controversés à l'époque. En 1885, Heinrich Goffart de Cologne devient inspecteur du zoo de Düsseldorf. L'association de protection des animaux renonce à son nom « Fauna » en 1887 et s'appelle depuis « Association de protection des animaux de Düsseldorf et de ses environs ». Au cours de l'été 1888, une exposition sur le Sud-Ouest africain a lieu au zoo, dans laquelle sont présentés des objets ethnographiques que le directeur de la plantation de Düsseldorf, Robert Visser (de), a collectés au Congo. Il travaille pour une société commerciale néerlandaise au Congo depuis 1881, attrape également des animaux en parallèle et est à cette époque l'un des fournisseurs d'animaux du zoo. À partir de 1908, Visser est directeur général de l'association touristique de Düsseldorf.
Bien qu'il soit certainement l'institution la plus populaire de Düsseldorf, le zoo est à cette époque menacé de faillite. En 1905, grâce à une généreuse donation du citoyen de Düsseldorf Gustav Adolf Scheidt (de), le zoo devient la propriété de la ville de Düsseldorf, qui continue à exploiter le zoo en tant qu'établissement municipal. À cette époque, le zoo compte 1 238 animaux du monde entier. Il s'agit notamment d'un étang à flamants roses et des ruines artificielles du château de 1877. Gustav Adolf Scheidt meurt en 1908. Grâce à un échange de terrain, le jardin est agrandi pour atteindre une superficie totale de 15,9 hectares. Dans les années suivantes, le nombre de visiteurs s'élève à environ 300 000. Les nombreux concerts du zoo sont particulièrement attrayants. Dans le style de l'époque, les spectacles populaires continuent à être organisés : en 1908, Carl Hagenbeck expose une troupe somalienne, et en 1910, le voyageur africain Carl Marquardt expose une troupe samoane (de) dans la cour de récréation. En 1913, une ferme de style ferme du Bas-Rhin est mise en exploitation.

### Première Guerre mondiale

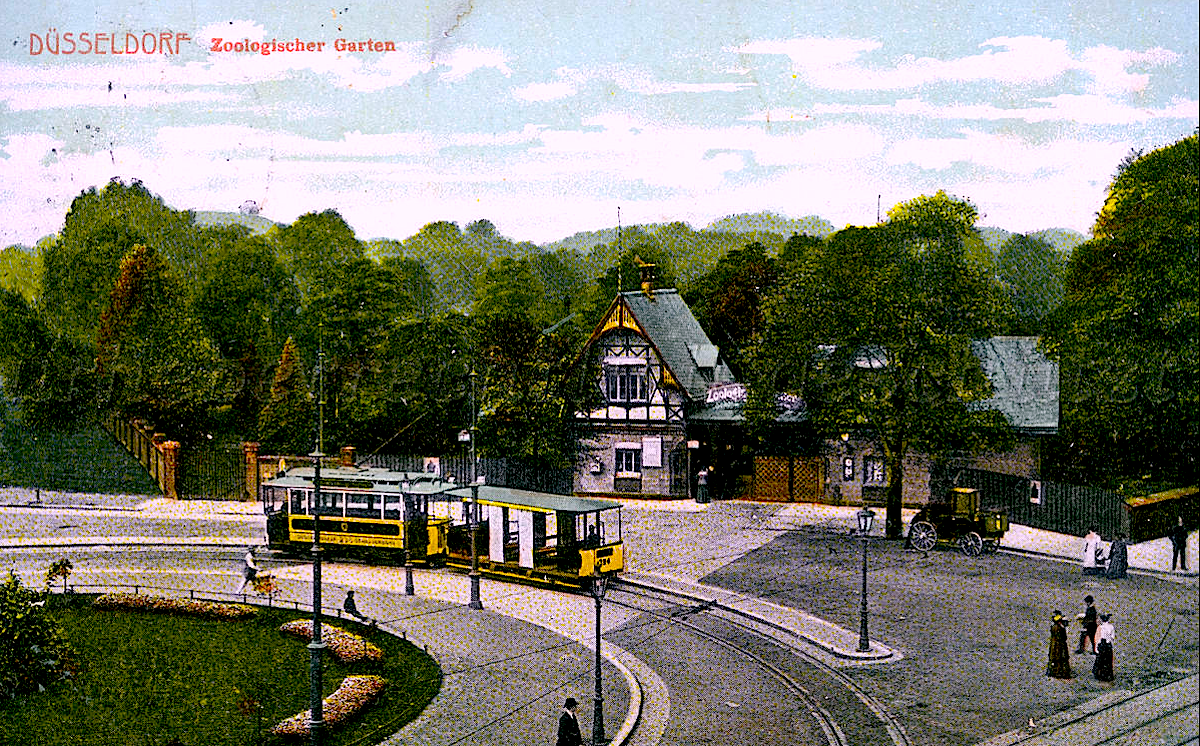
Entrée du parc zoologique en 1909.

Pendant la Première Guerre mondiale, les militaires et les réfugiés sont cantonnés dans les restaurants et les salles du zoo. Le personnel formé est mobilisé et des difficultés apparaissent concernant l'approvisionnement médical, technique et alimentaire. Il y a des pertes importantes dans la population animale. En 1921, le restaurant du zoo est confisqué par les forces d'occupation françaises. Néanmoins, la décision est prise de reconstruire. En juin 1921, Georg Aulmann (de), directeur du musée Löbbecke (de) depuis 1914, se voit également confier la direction du zoo, déserté par la guerre et la crise économique, ce qui signifie que les deux institutions sont gérées en union personnelle. Sous sa direction, le zoo peut même fonctionner de manière rentable.

### Apogée des années 1920 et 1930
Le zoo connaît une seconde apogée à partir du milieu des années 1920, lorsqu'il s'établit comme le centre des sciences naturelles de Düsseldorf. Après la fin de la guerre, les installations négligées sont rénovées et l'enclos des ours polaires est rénové en 1925. Après la fin du GeSoLei en 1926, la fontaine lumineuse qui s'y trouve est acquise et reconstruite dans l'étang avant du parc zoologique. Une arène avec 3 600 m2 d'espace de jeu et 4 000 tribunes pour les événements est créée au nord de Düssel. En 1928, l'ancienne entrée du jardin zoologique, composée d'un petit groupe de maisons à colombages, est démolie et remplacée par un nouveau bâtiment et la nouvelle maison des singes fut inaugurée. La planification d'un nouveau bâtiment de musée sur le terrain du zoo, le long de la Brehmstrasse, commence et après seulement une courte période de construction, le musée Löbbecke du zoo est inauguré le 25 juin 1930. En 1930, le musée d'histoire naturelle voisin et le zoo se réunissent pour former un centre commun avec une entrée de zoo nouvellement conçue et une nouvelle salle d'exposition et bénéficient d'un haut niveau d'acceptation et d'une bonne réputation. De septembre à décembre 1936, le jardin zoologique et le musée Löbbecke mènent une expédition au Cameroun en préparation de l'exposition des créateurs du Reich (de) prévue en 1937 dans le parc du Nord (de) nouvellement créé. La devise du zoo est « L'Afrique dans le zoo de Düsseldorf », avec l'attraction d'un village indigène dans l'arène du zoo et, comme installation permanente, « la steppe africaine », un espace extérieur pour les zèbres, les autruches et les bovins Watussi, situé au sud. de l'installation pour les ours polaires et les buffles d'eau reliée. La maison des prédateurs avec espace extérieur pour lions et tigres, prévue en 1939, ne peut plus être construite en raison du déclenchement de la guerre.

### Seconde Guerre mondiale
Pendant la Seconde Guerre mondiale, le fourrage manque. Un lion de mer est mort de faim, des singes sont morts de rhume. En mai 1940, le jardin zoologique est fermé en raison de la menace de raids aériens des forces alliées jusqu'à ce que des abris anti-aériens appropriés soient achevés. Un certain nombre de prédateurs sont abattus sur ordre d'Hermann Göring et d'autres animaux sont hébergés dans les zoos d'Hanovre et de Halle/Saale. Les 16 juin et 3 novembre 1943, des bombes tombent sur le zoo, tuant plus d'une centaine d'animaux, et certains évadés sont abattus dans la ville. D'autres raids aériens causant des dégâts ont lieu les 23 avril et 9 septembre 1944. Le 2 novembre 1944, le zoo et le musée sont touchés par plus d'une centaine de bombes explosives et complètement détruits. Certains animaux survivants errent dans la ville et sont capturés ou doivent être tués.

### Bunker du musée au zoo
Une partie de la collection est sauvée et le musée Löbbecke (de) est donc reconstruit en abri antiaérien en 1947, qui est agrandi pour inclure un aquarium en 1948. Les installations déménagent au parc du Nord en 1987 avec une collection considérablement élargie sous le nom de Aquazoo-Musée Löbbecke. À l'occasion de l'anniversaire des « 130 ans du zoo de Düsseldorf », diverses célébrations ont lieu à Düsseldorf en 2006.

### Parc zoologique aujourd'hui
En 1951, Ulrich Wolf transforme le terrain de ce qui était alors le zoo de la Brehmstraße (de) en un parc de quartier, l'actuel « parc du Zoo », d'une superficie de 13,06 ha. Le parc zoologique est situé dans le quartier de Düsseltal – également connu sous le nom de « zoo de Düsseldorf » par les locaux – et est bordé par la Brehmstraße, la Grunerstraße, la Mathildenstraße et la Faunastraße. Le Düssel traverse le parc zoologique.
Il y a de beaux arbres, un étang, une aire de jeux aquatique, deux aires de jeux, des aires de jeux et de bronzage et une aire de jeux pour chiens. Les vieux arbres et les vestiges de l'escalier extérieur sur la rive ouest de l'étang rappellent l'ancien zoo de Düsseldorf. L'ancien Gemsberg, au nord de l'étang, présente encore quelques vestiges du mur.
Le quartier abrite également la patinoire de la Brehmstrasse (de), connue au-delà des limites de la ville et où les traditionnels Düsseldorfer EG (DEG Metro Stars) jouent jusqu'à la fin de la saison 2005/06.
L'arrêt du zoo de Düsseldorf (de), dont le nom rappelle également celui du zoo de Düsseldorf, est situé depuis 1967 à environ 500 m au sud-ouest du parc zoologique.

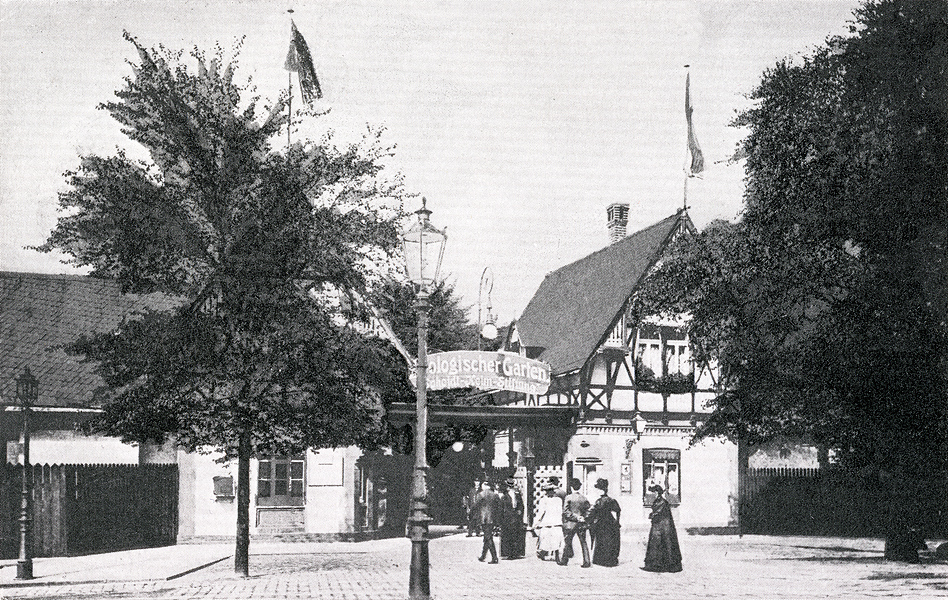
Entrée du Jardin Zoologique en 1908.
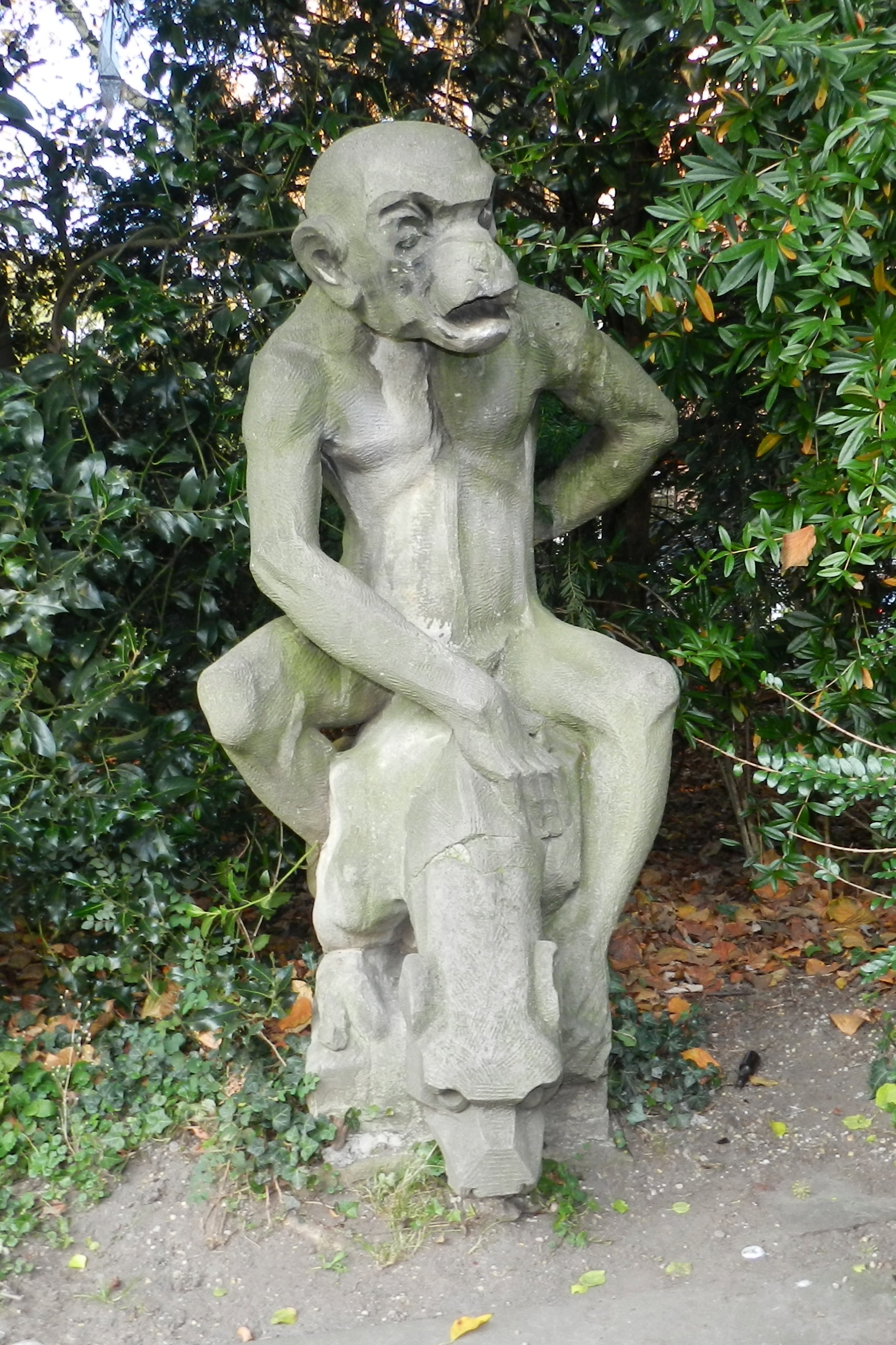
Sculpture en grès « Singe » de Johannes Knubel, créée en 1953.
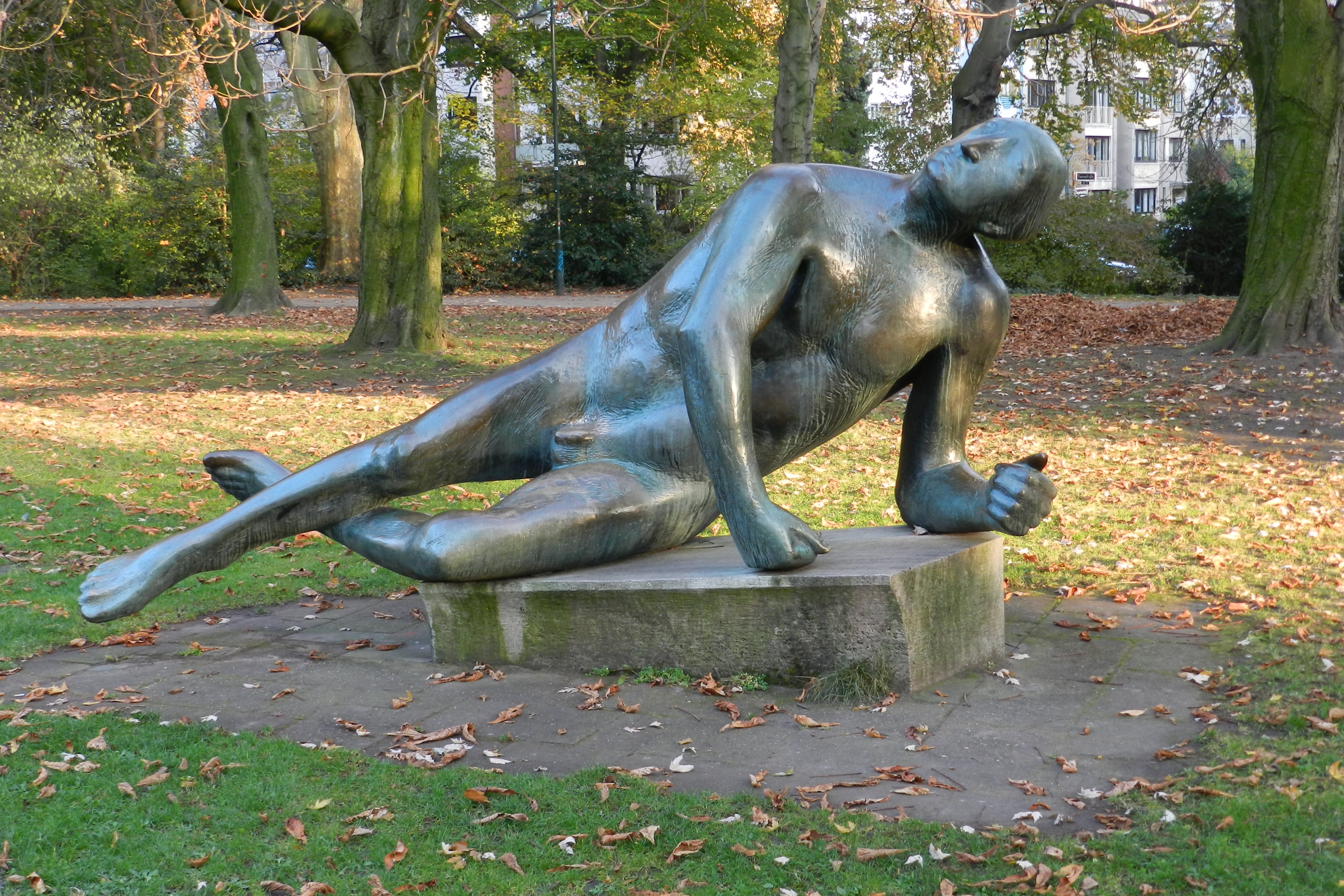
« L'Homme mentor » de Kurt-Wolf von Borries (de).

### Perspectives
Le parc zoologique est également dévasté le 9 juin 2014 par la tempête Ela (de) et l'ouragan qui en résulte à Düsseldorf. C'est pourquoi un concept est commandé pour réparer les dégâts et apporter de petites améliorations au parc. Cependant, les architectes paysagistes responsables de Greenbox élaborent une proposition qui prévoit une refonte approfondie. Les coûts attendus pour une rénovation s'élèvent à 1,6 million d'euros. Avant que le concept ne soit présenté au conseil municipal, les citoyens peuvent apporter leurs suggestions et suggestions au projet. Le financement sera déterminé ultérieurement.